# 아셈타워
아셈타워(영어: ASEM Tower)는 대한민국 서울특별시 강남구 삼성동에 있는 176m 높이와 최고 41층의 초고층 건물이다. 원래는 쌍둥이 빌딩으로 계획을 했으나 1개 동 건설로 변경되어 지어졌다. 2000년 8월 완공되었으며 현재는 임대 사무실 빌딩으로 쓰이고 있다.

## 역사
1997년에 착공하여 약 3년여간의 공사기간을 계획했다. 시공사는 대우건설, 삼성물산, 현대건설이 맡았다. 2000년 1월 1일에 열린 새천년맞이 국민대축제 행사에서는 '새천년을 상징하는 건물' 중 하나로 선정되어 정시 도달과 함께 건물 전층의 불을 밝히는 이벤트를 진행하였다. 2000년 서울 아시아·유럽 정상회의를 개최하는 시점에 맞추어 2000년 8월에 개장하였고 2002년 3월 13일 사용이 승인되었다.
2012년에는 한국어 위키백과 10주년 축하 모임이 개최되었다.

## 특징
이 건물의 높이는 176m로, 여의도에 위치한 2IFC의 높이와 비슷하며 래미안 첼리투스의 101동과 삼성동 아이파크의 102동을 제외하면 아셈타워가 높다. 2004년 이후 타워팰리스가 아셈타워보다 가장 높았고 그 외에도 200m가 넘는 초고층 아파트, 초고층 빌딩들이 이 건물보다 높다.

## 시설
시설에는 대부분 사무실으로 구성된다. 11층, 18층, 33층에는 아셈타워, 30층, 37층에는 피벗포인트 비즈니스 센터, 41층에는 기계실이 있으며 그 외 오피스 시설도 존재한다.
| 층수                | 시설                                           |
| ------------------- | ---------------------------------------------- |
| 41층                | 기계1실                                        |
| 40층                | A.T 커니 서울 사무소                           |
| 39층                | 아셈타워                                       |
| 38층                | 리바이스트라우스코리아                         |
| 37층                | 피벗포인트 비즈니스 센터,                      |
| 36층                | 오라클                                         |
| 35층                | Gucci Korea, 구찌 코리아 유한회사              |
| 34층                | 법무법인 화우                                  |
| 33층                | 아셈타워                                       |
| 32층                | 엘오케이                                       |
| 31층                | 로레알 코리아                                  |
| 30층                | 피벗포인트 비즈니스 센터                       |
| 29층                | 한국암웨이                                     |
| 28층                | 한국암웨이                                     |
| 27층                | 한국암웨이, 도시바 일렉트로닉스 코리아         |
| 26층                | 대한토지신탁(주)                               |
| 25층                | 에스엘인베스트먼트, 커민스코리아, 보잉 코리아  |
| 24층                | 한국레드햇                                     |
| 23층                | 법무법인화우                                   |
| 22층                | 법무법인화우                                   |
| 21층                | 가온전선                                       |
| 20층                | (주)하이퍼커넥트                               |
| 19층                | 법무법인화우                                   |
| 18층                | 법무법인화우                                   |
| 17층                | 윈드리버코리아                                 |
| 16층                | 한국오라클                                     |
| 15층                | 한국오라클                                     |
| 14층                | 이원                                           |
| 13층                | 브이엠웨어코리아, 생로랑코리아, 스미스앤드네퓨 |
| 12층                | (주)하이퍼커넥트                               |
| 11층                | 신영에셋, Net App                              |
| 10층                | 한국플루크, 한국투자파트너스(주)               |
| 9층                 | 다쏘시스템코리아                               |
| 8층                 | 한국수력원자력, 오비맥주(주)                   |
| 7층                 | 이누카 인터랙티브, 디지털살루스                |
| 6층                 | 한국스트라이커                                 |
| 5층                 | 시스코코리아                                   |
| 4층                 | 시스코코리아                                   |
| 3층                 | 메디데이터                                     |
| 2층                 | (주)아이에스엠지코리아                         |
| 1층                 | 로비                                           |
| 지하 2층 ~ 지하 4층 | 지하주차장                                     |

## 사건 및 사고
- 2020년 11월 10일 폭발물 설치를 신고했지만 경찰은 발견되지 않았다고 한다.[2]

## 대중문화
- 유령 드라마에는 세강그룹 본사로 나온다.
- 강남스타일의 뮤직비디오로 서른 싸이는 자신의 말을 타고 춤을 추고 있는 위치이다.
- 2017년에 방영된 tvN 드라마 변혁의 사랑에 나온다.
- 2017년에 방영된 MBC 드라마 돈꽃에 청아그룹 본사로 나온다.
- 2019년에 개봉한 영화 걸캅스에 나온다.

## 갤러리

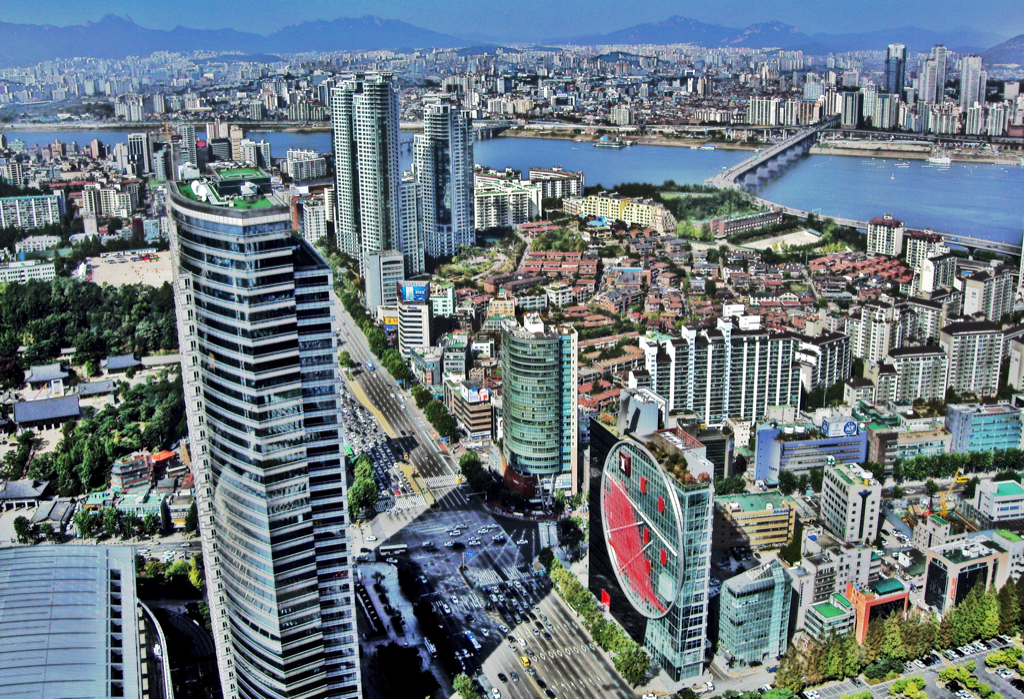
삼성동에 위치한 아셈타워
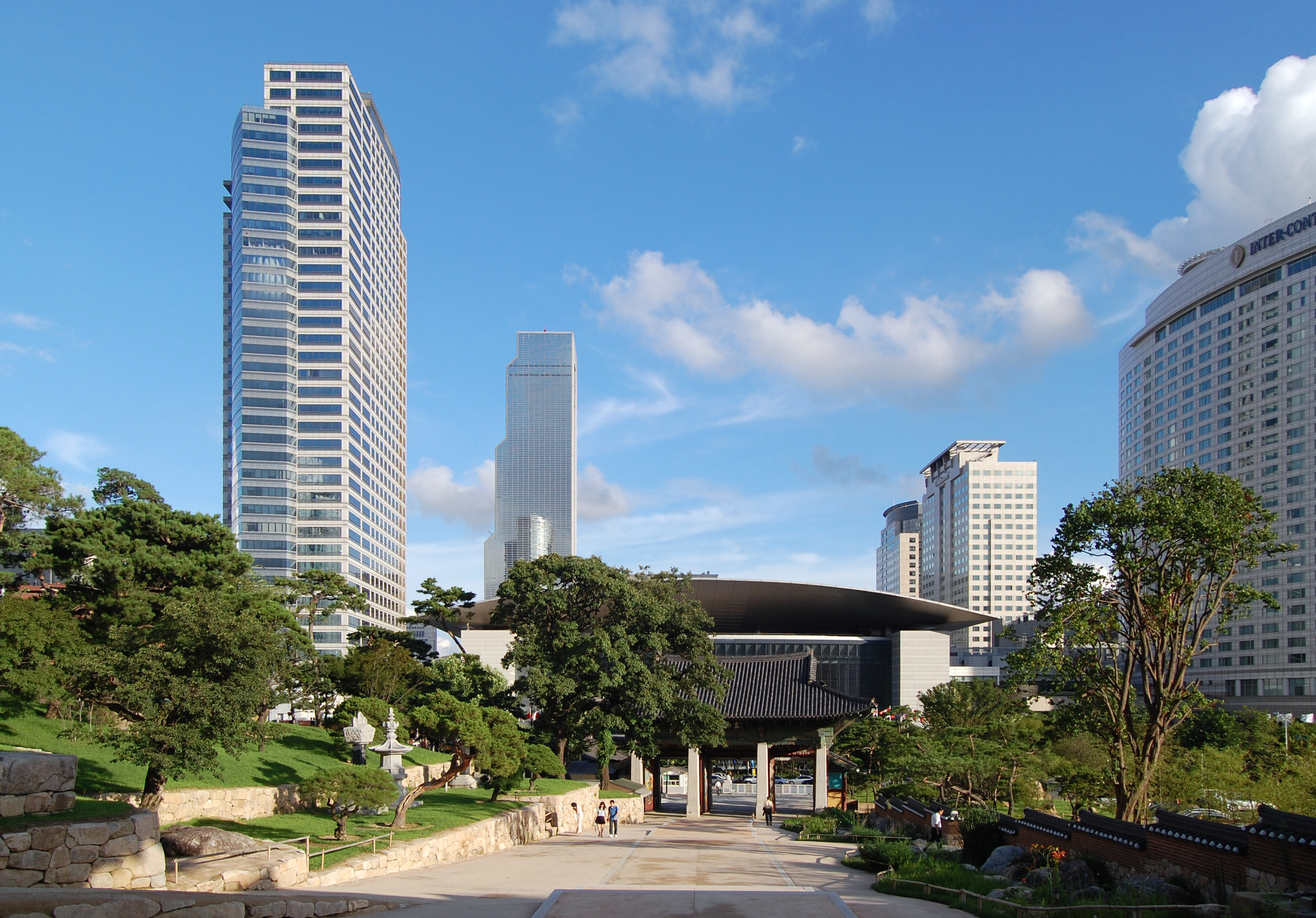
아셈타워와 WTC 트레이드 타워.
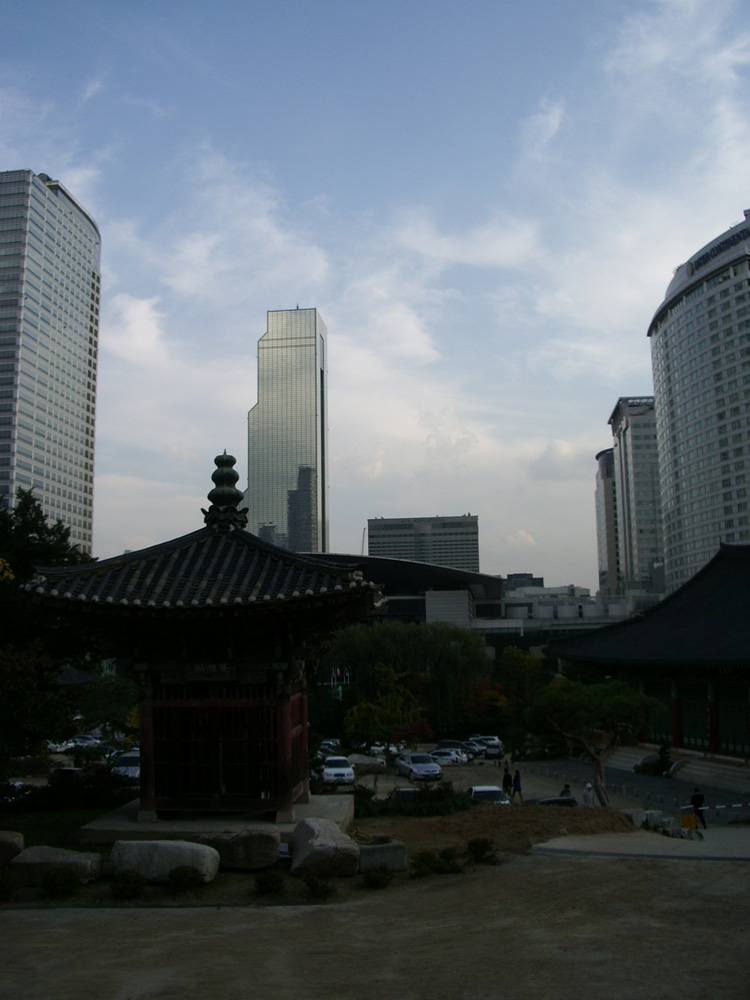
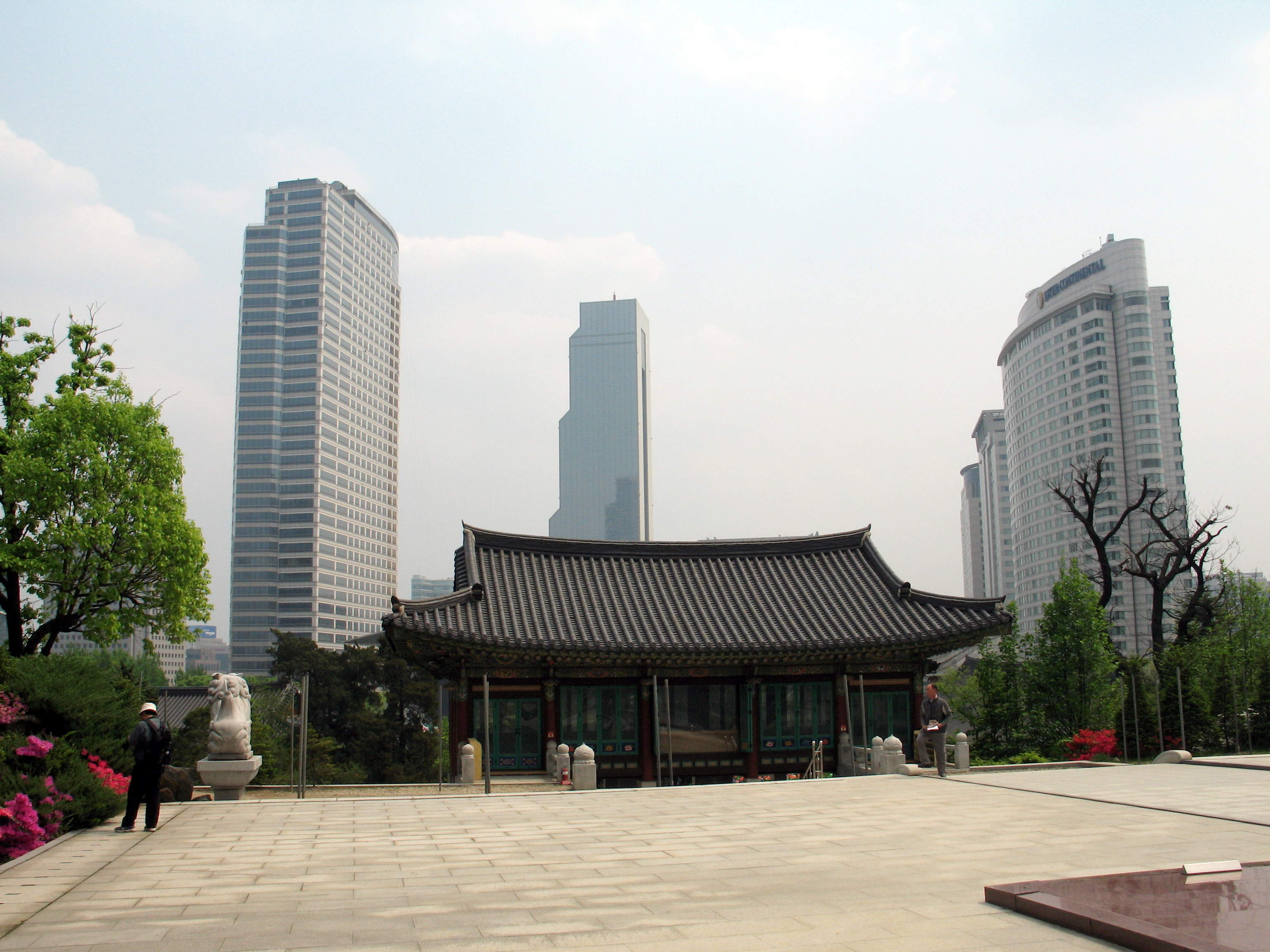
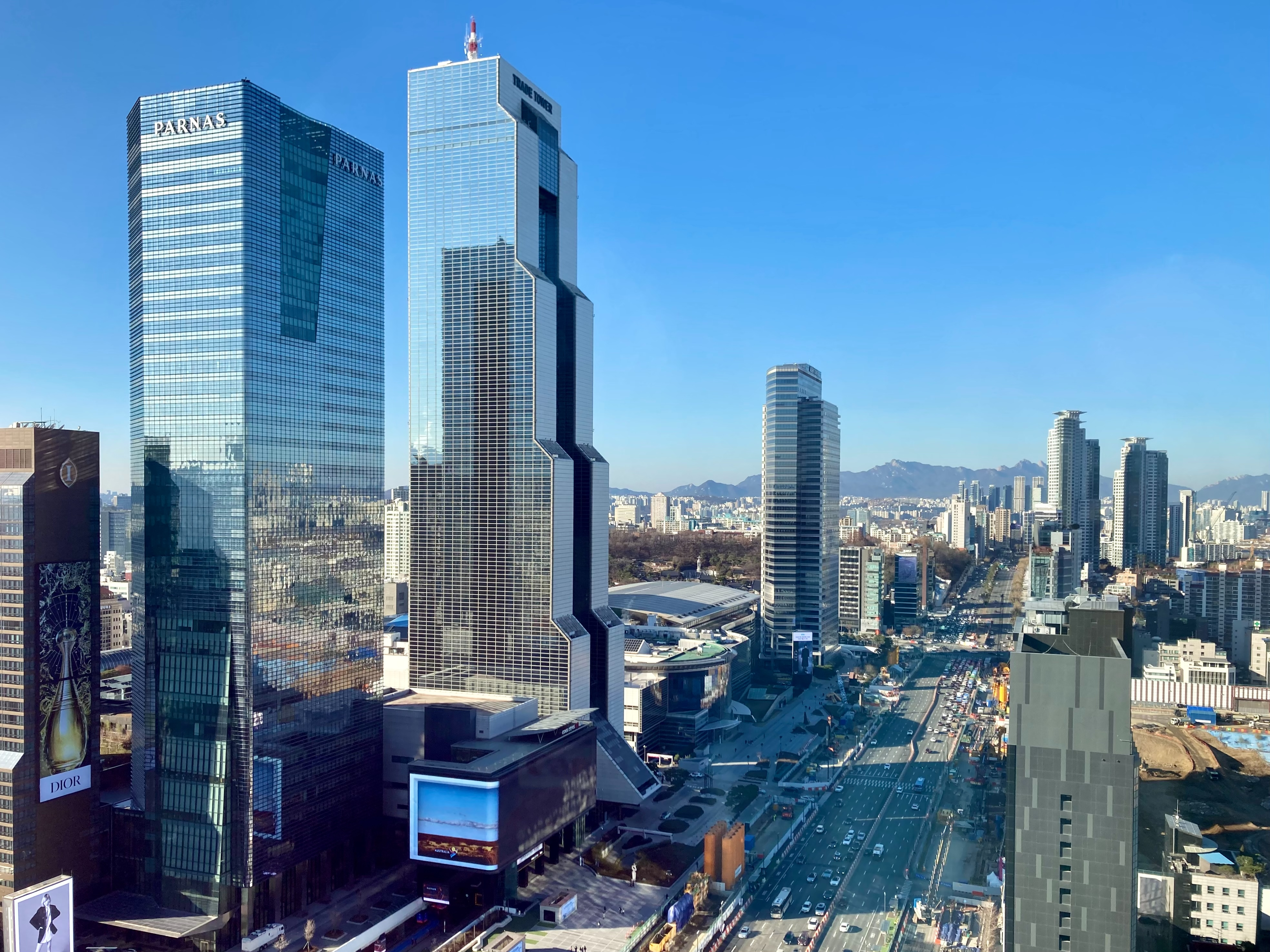
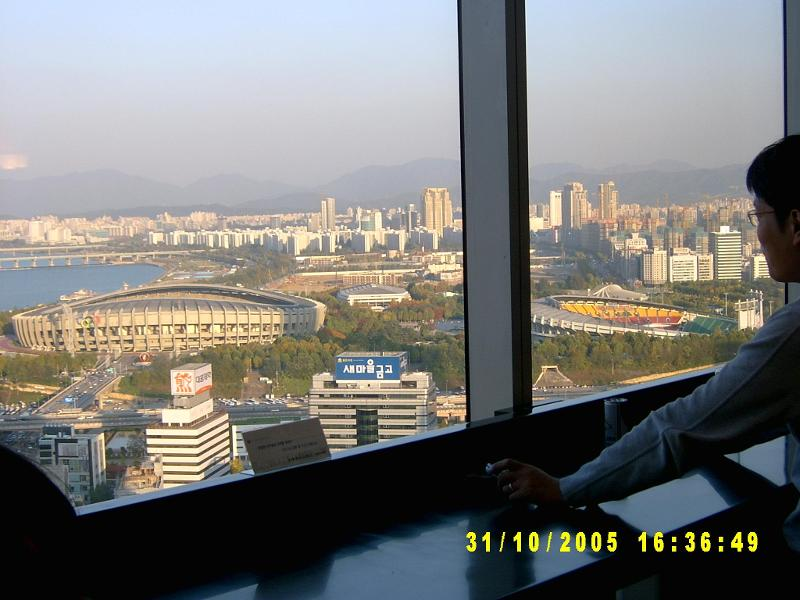
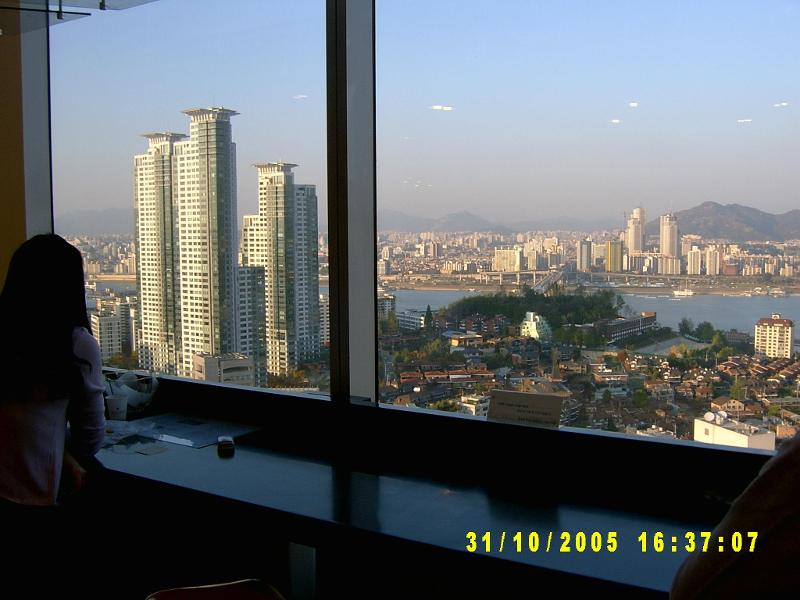

## 교통

### 지하철
- ● 서울 지하철 2호선 - 삼성역
- ● 서울 지하철 9호선 - 봉은사역

### 버스
- 좌석버스 : 9414번, 9407번
- 간선버스 : 143번, 146번, 301번, 401번, 362번, 146번, 341번, 360번
- 지선버스 : 2415년, 2413번, 3217번, 3411번, 3414번, 4419번, 4318번, 3417번, 3412번
- 공항 : 6000번

## 같이 보기
- 현대차 글로벌 비즈니스 센터
- 현대차 컨벤션 호텔
- 트레이드 타워
- 대한민국의 마천루 목록
- 서울특별시의 마천루 목록
- 서울 강남구의 마천루 목록
- 코엑스